# Гарібальд II (герцог Баварії)
Гарібальд II (*Garibald II, 585 — між 625 та 630) — 3-й герцог Баварії у 610—625/630 роках.

## Життєпис
Походив з роду Агілольфінгів. Син Тассілона I, герцога Баварії. Народився у 585 році. Замолоду брав участь у походах батька. Після загибелі останнього у 610 році у війні проти слов'янського племені хорутан, Гарібальд стає новим герцогом Баварії. Для боротьби з ворогом уклав союз з Гізульфом, лангобардським герцогом Фріуля. Втім, той незабаром загинув.
Продовжив війну проти хорутан. Він зазнав нападу слов'ян в Агунті (4 км від сучасного міста Лінц, Австрія), що в Східному Тиролі, а територія південно-східної Баварії піддалася плюндруванню. Зрештою Гарібальду II вдалося частково витіснити хорутан зі своїх володінь. Помер між 625 та 630 роками.
Про те, хто став наступником Гарібальда II, достовірних відомостей в середньовічних історичних джерелах не збереглося. Деякі сучасні історики вважають, що новим герцогом став Фара, але ця думка не знаходить підтримки серед більшості дослідників. Швидше за все, наступником Гарібальда II був син Теодон I. Втім, можливо, Фара був деякий час співволодарем або регентом.

## Родина
Дружина — Гейла, донька Гізульфа II, герцог Фріульський.
Діти:
- Теодон (д/н—680), герцог Баварії у 630—680 роках